# Ander Monro
Pas d'image ? Cliquez ici

a Compétitions nationales et continentales officielles uniquement.

b Matchs officiels uniquement.
Dernière mise à jour le 19 octobre 2011.
 Ander Monro, est né le 6 septembre 1981 à Toronto, son père officier de l'armée britannique y était affecté provisoirement. C'est un joueur de rugby à XV écossais devenu international canadien qui évolue au poste de demi d'ouverture.
Il a joué avec les sélections de jeunes écossais, il joue en club avec le club anglais de Waterloo. Il saisit l'occasion de pouvoir faire une carrière internationale en acceptant de vêtir le maillot de l'Équipe du Canada de rugby à XV.

## Carrière

### En club
- Edinburgh  Écosse
- Waterloo RFC  Angleterre
- Colorno Rugby Club  Italie

### En équipe nationale
- Ander Monro a connu sa première sélection le 10 juin 2006 contre l'Angleterre A.

## Palmarès
(à jour au 19.10.11)
- 30 sélections
- 65 points (3 essais, 7 transformations, 9 pénalités)
- Sélections par année : 6 en 2006, 2 en 2007, 4 en 2008, 8 en 2009, 3 en 2010, 7 en 2011

En coupe du monde :
- 2007 : 2 sélections (Pays de Galles, Australie)
- 2011 : 4 sélections (Tonga, France, Japon, Nouvelle-Zélande)